# Powiat Poprad
Powiat Poprad (słow. okres Poprad) – słowacka jednostka podziału administracyjnego znajdująca się w kraju preszowskim. Powiat Poprad zamieszkiwany jest przez 104 002 obywateli (w roku 2011), zajmuje obszar 1 105,38 km². Średnia gęstość zaludnienia wynosi 94,09 osoby na km². Miasta: Wysokie Tatry, Svit i powiatowy Poprad.

## Stosunki etniczne
- Słowacy 93,6%
- Romowie 3,2%
- Czesi 0,9%

## Religie
- katolicy 69,7%
- luteranie 8,9%
- greko-katolicy 2,9%
- prawosławni 0,9%